# Siedlung Schillerpark

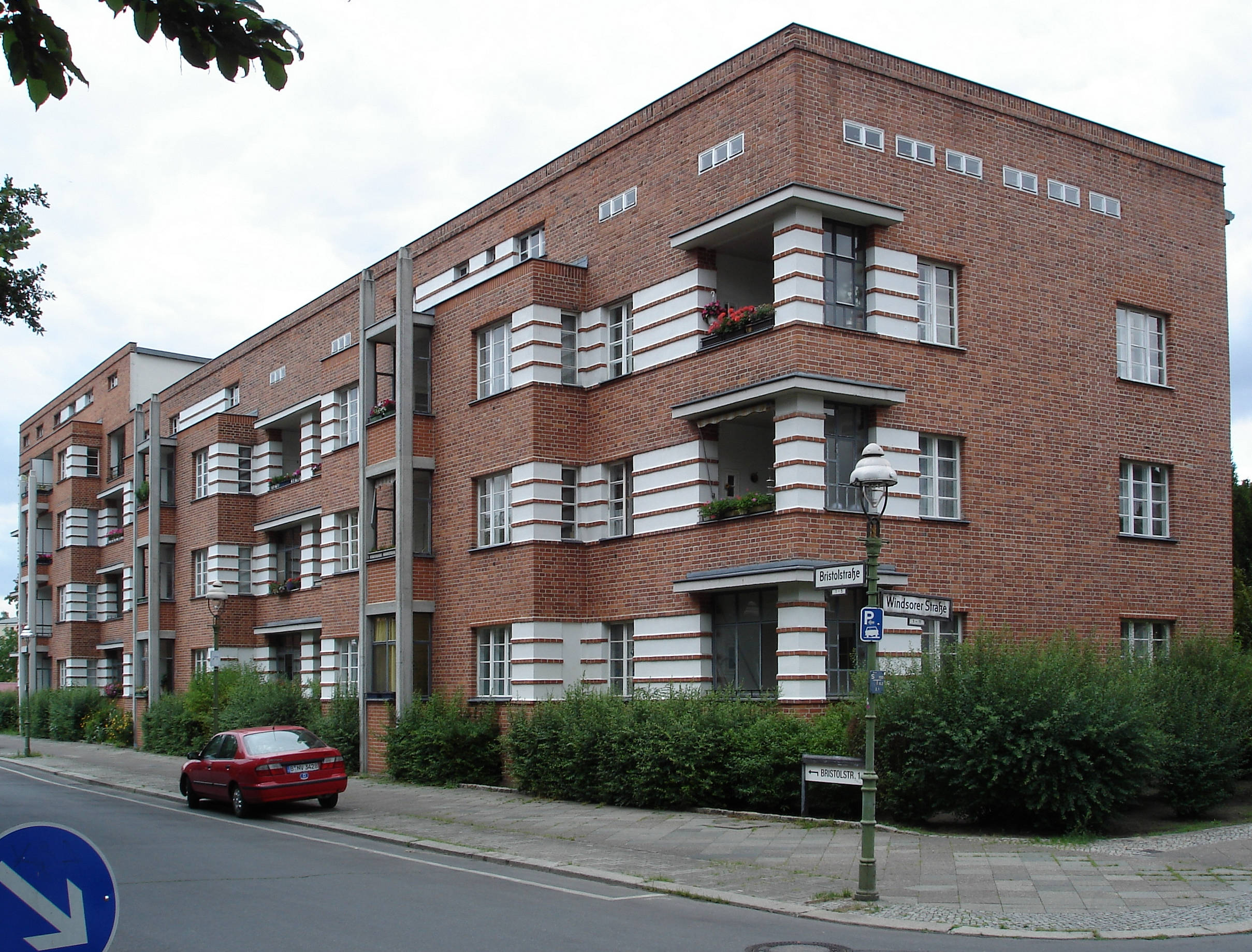
Gebäude Bristolstraße 1, 3 und 5

Die Siedlung Schillerpark ist eine Wohnsiedlung im Englischen Viertel des Berliner Ortsteils Wedding. Sie wurde in den 1920er Jahren nach Plänen des Architekten Bruno Taut errichtet und gilt als das erste großstädtische Wohnprojekt außerhalb des Bereichs privater Unternehmer im Berlin der Weimarer Republik. Sie war auch eine der frühen genossenschaftlichen Siedlungen des Berliner Spar- und Bauvereins, der die Siedlung seit 1924 errichten ließ. Im gewerkschaftlich-genossenschaftlichen Verbundmodell übernahm die GEHAG die Baubetreuung, die Bauausführung die Bauhütte Berlin. Die Siedlung zielte auf eine ästhetische, bautechnische und inhaltliche Neubestimmung des Wohnungsbaus. Seit 7. Juli 2008 zählt die Siedlung Schillerpark zusammen mit fünf anderen Siedlungen der Berliner Moderne zum UNESCO-Welterbe.

## Baugeschichte

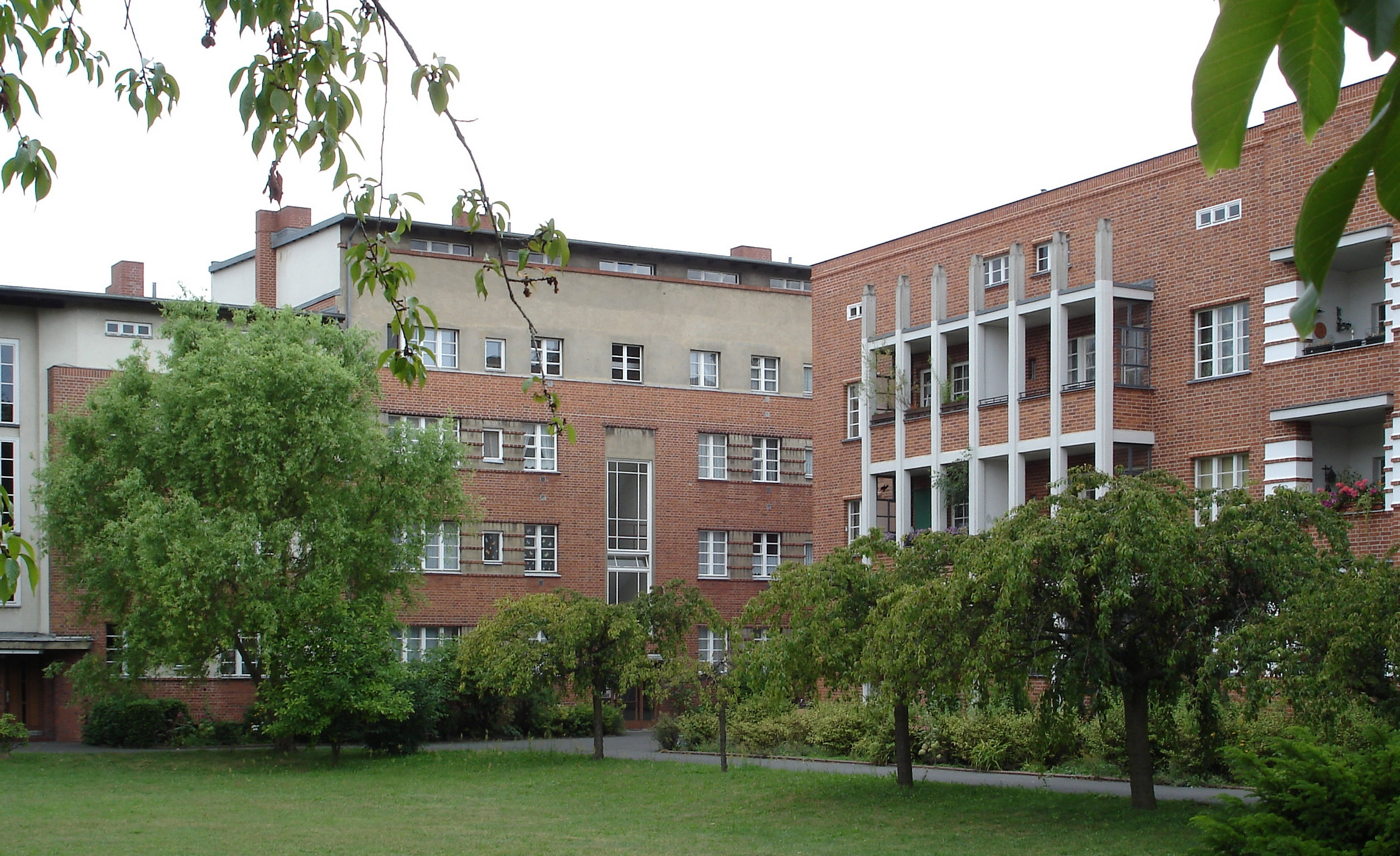
Innenhof der Häuser Bristolstraße 1 und 3 sowie Dubliner Straße 62 und 64

Erste Pläne zur Errichtung einer Wohnsiedlung an der nordöstlichen Seite des Schillerparks im Wedding wurden bereits im Jahr 1914 nach Fertigstellung der Parkanlage entwickelt, dann aber nach dem Ausbruch des Ersten Weltkriegs nicht weiter umgesetzt. Erst 1924 standen nach Einführung der Hauszinssteuer im Deutschen Reich genügend finanzielle Mittel zur Verfügung, um im Rahmen des Sozialen Wohnungsbaus neue Wohnsiedlungen zu errichten. Die Wohnungsbaugenossenschaft Berliner Spar- und Bauverein beauftragte den Architekten Bruno Taut, der bereits vor dem Krieg für die Errichtung der Gartenstadt Falkenberg verantwortlich war, mit der Planung einer Siedlung am Schillerpark entlang der Bristolstraße.
Während das ursprüngliche Konzept von 1914 eine Blockrandbebauung vorgesehen hatte, entschied sich Taut bei dem neuen Entwurf für eine offene Bauweise aus zwei- bis viergeschossigen Häusergruppen. Die im Stil des Neuen Bauens entworfenen Gebäude waren an die Arbeiten des niederländischen Architekten J. J. P. Oud angelehnt, die Verwendung von dunkelroten Backsteinen zur Fassadengestaltung erinnerte an die Amsterdamer Schule. Weiße und blaue Putzflächen setzten nach außen hin nur wenige farbliche Akzente. Die Flachdächer der Wohnanlagen zählten zu den ersten in Berlin. Der Bau der Siedlung musste gegen erhebliche Einwände gegen seine moderne Gestaltung seitens des Bezirksamtes Wedding und des Bauamtes durchgesetzt werden, wurde jedoch vom Stadtbaurat der Stadt Berlin, Martin Wagner, unterstützt. Besonders die Flachdächer stießen auf Widerstand traditionellerer Auffassungen der Architektur.
In drei Bauphasen entstanden zwischen 1924 und 1930 insgesamt 303 Wohnungen. In der ersten Bauphase von 1924 bis 1925 entstanden dreispännige Gebäude, die um einen Wohnhof gruppiert waren. In den späteren Bauphasen gab es nur noch zwei Wohnungen je Etage und Eingang, wodurch die Außenansicht der Gebäude gleichmäßiger und ruhiger wurde. Alle Gebäude wurden mit Badezimmern und Balkonen oder Loggien ausgestattet, für das Waschen der Kleidung wurde ein gemeinschaftliches Waschhaus errichtet. Die 1 1⁄2- bis 4 1⁄2-Zimmer-Wohnungen waren großzügig geschnitten, selbst die 1 1⁄2-Zimmer-Apartments waren rund 40 m² groß. Der Hofbereich wurde – vermutlich nach Plänen von Taut – durchgehend begrünt und mit Kinderspielplätzen ausgestattet. Zur Siedlung Schillerpark zählte auch ein Kindergarten (jetzt: Schillerpark Kita).

## Geschichte der Siedlung

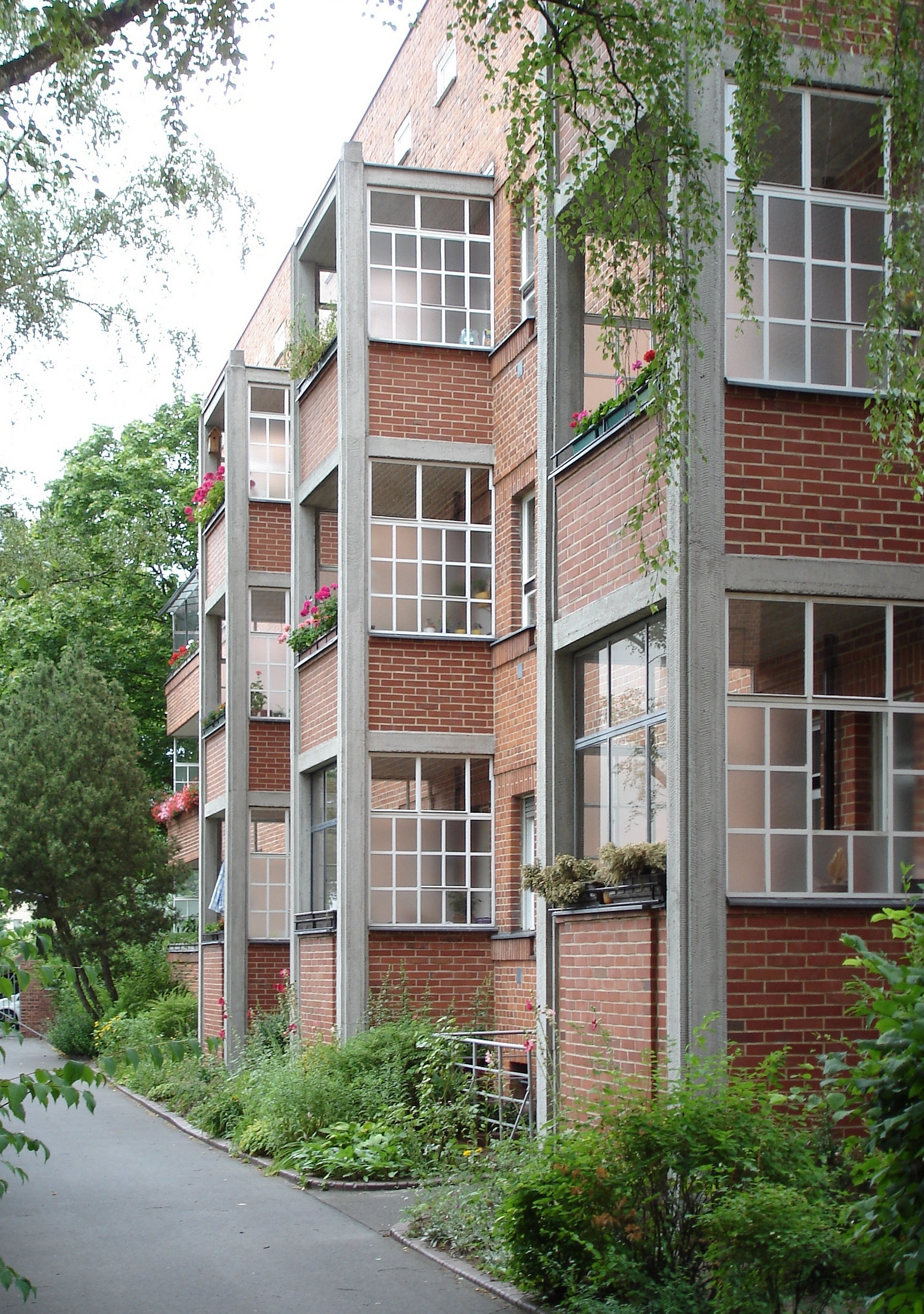
Rückansicht der Häuser Corker Straße 33 und 35

Die Siedlung wurde anfänglich wegen ihrer über die örtlichen ökonomischen Möglichkeiten derer, für die sie eigentlich gedacht war, hinausgehenden Mietkosten überwiegend von höher qualifizierten Arbeitern, Angestellten, Beamten und Funktionären der Gewerkschaften bewohnt, zum Teil auch von Künstlern und Intellektuellen. Allerdings entsprach auch Tauts nicht unaufwendige Architektur, trotz ihres Anspruchs, „eine neue Volkswohnung“ zu gestalten, seiner gleichzeitig geäußerten Absicht, jegliche „Armeleutekunst“ zu vermeiden. Wegen des hohen Anteils von Mitgliedern der linken Parteien, mehrheitlich der SPD, aber auch der KPD, wurde die Siedlung im Berliner Volksmund bald als „Rote Bonzenburg“ bezeichnet. Dem entsprach zum Beispiel die Reservierung des dritten Baublocks der Siedlung für Gewerkschaftsfunktionäre. Im erstgebauten Bereich an der Dubliner Straße gab es vorher schon eine Zelle der KPD, die politische Agitation unter den Dauerbewohnern der gegenüberliegenden Laubenkolonie ‚Freudental‘ betrieb. Ihr stand eine Mehrzahl von SPD-Funktionären gegenüber. In der KPD war die Siedlung als Wohnort ihrer Mitglieder wegen der privilegierten Situation durchaus umstritten. Sie nutzte aber dennoch den dem ersten Baublock gegenüberliegenden, nicht gärtnerisch, sondern im Sommer als Planschbecken benutzten großen Randbereich des Schillerparks 1927 für ein Jahrestreffen des Roten Frontkämpferbundes. In der Zeit des Nationalsozialismus waren viele der ursprünglichen Siedlungsbewohner von Vertreibung, Gefängnis und Konzentrationslagern betroffen, sie wurden durch systemnahe Neumieter ersetzt. Der Plan einer Anpassung an die Ästhetik der neuen Machthaber durch Ersetzung der Flachdächer durch konventionelle Dachformen kam jedoch nicht mehr zur Ausführung.
Im Zweiten Weltkrieg wurden Teile der Siedlung zerstört. Ihr Wiederaufbau wurde 1951 von Max Taut geleitet, dem Bruder des 1938 verstorbenen Bruno Taut. Dabei wurden ein markantes Eckhaus an der Bristol-/Dubliner Straße des erstgebauten Häuserblocks durch Max Tauts Aufstockung auf vier Stockwerke verändert. Eine Erweiterung der Siedlung erfolgte zwischen 1954 und 1959 durch den Architekten Hans Hoffmann, der die neuen Gebäude an den von Taut entwickelten Stil anpasste. Allmählich erfolgte eine Veränderung des Bewohnerprofils durch einen Anstieg des Durchschnittsalters sowie durch kleinere Wohnungen bei gleichzeitiger Weiterentwicklung der Raumansprüche auch der Berliner Bevölkerung. Der Charakter zahlreicher Balkone wurde von den Wohnungsmietern durch eine Verglasung verändert und dadurch die Einheitlichkeit des ursprünglichen Designs zurückgenommen.
Die Siedlung wurde zuletzt im Jahr 1991 saniert, aktuell werden die rund 570 Wohnungen von der Berliner Bau- und Wohnungsgenossenschaft von 1892 verwaltet. Sowohl die Gebäude als auch die Außenanlagen stehen unter Denkmalschutz. Das erfordert unter anderem eine gärtnerische Pflege der Innenhofbepflanzung der Siedlung.

Bilder aus der Bauzeit
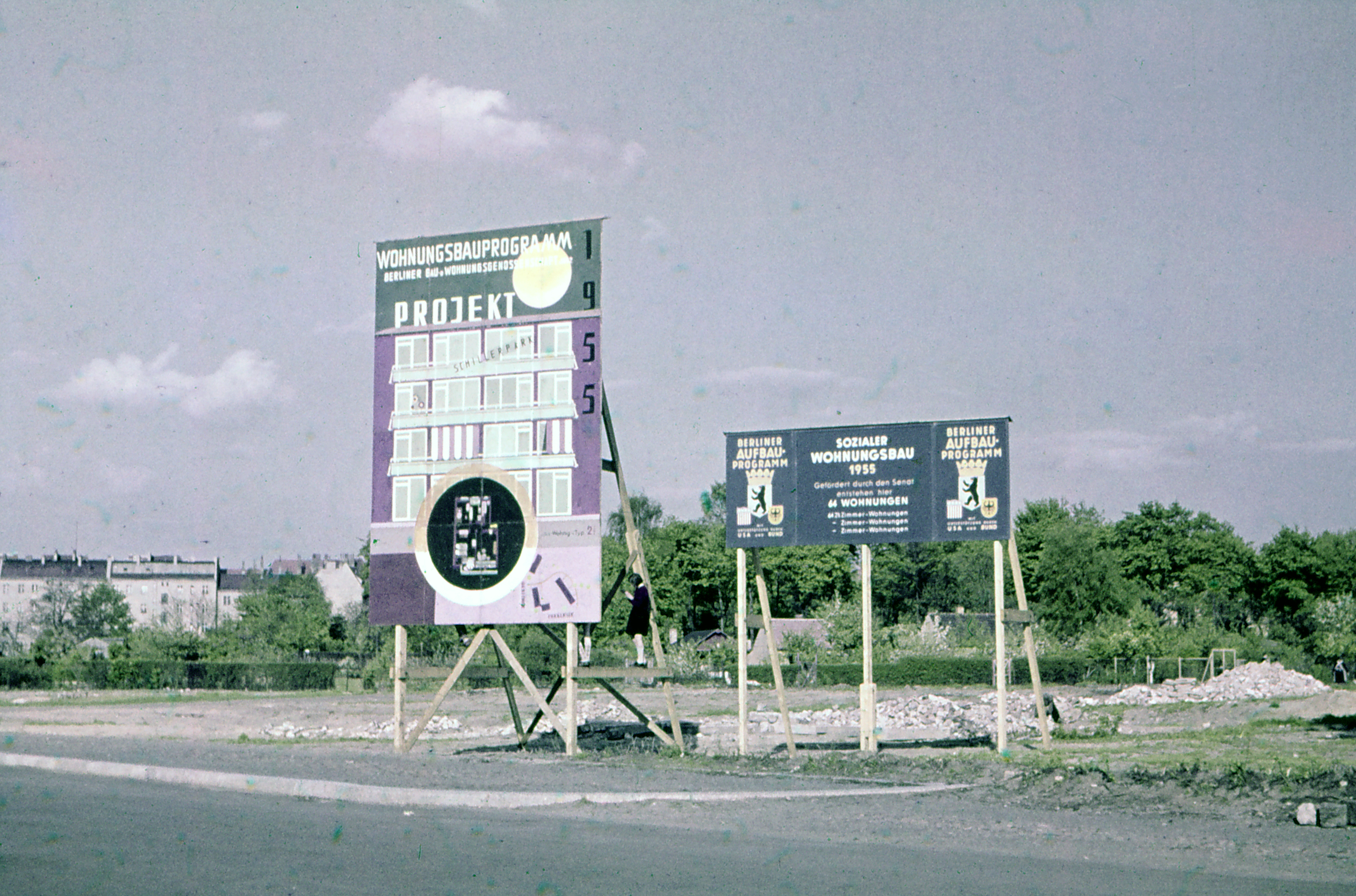
Aufbauprogramm 1955, Corker Straße
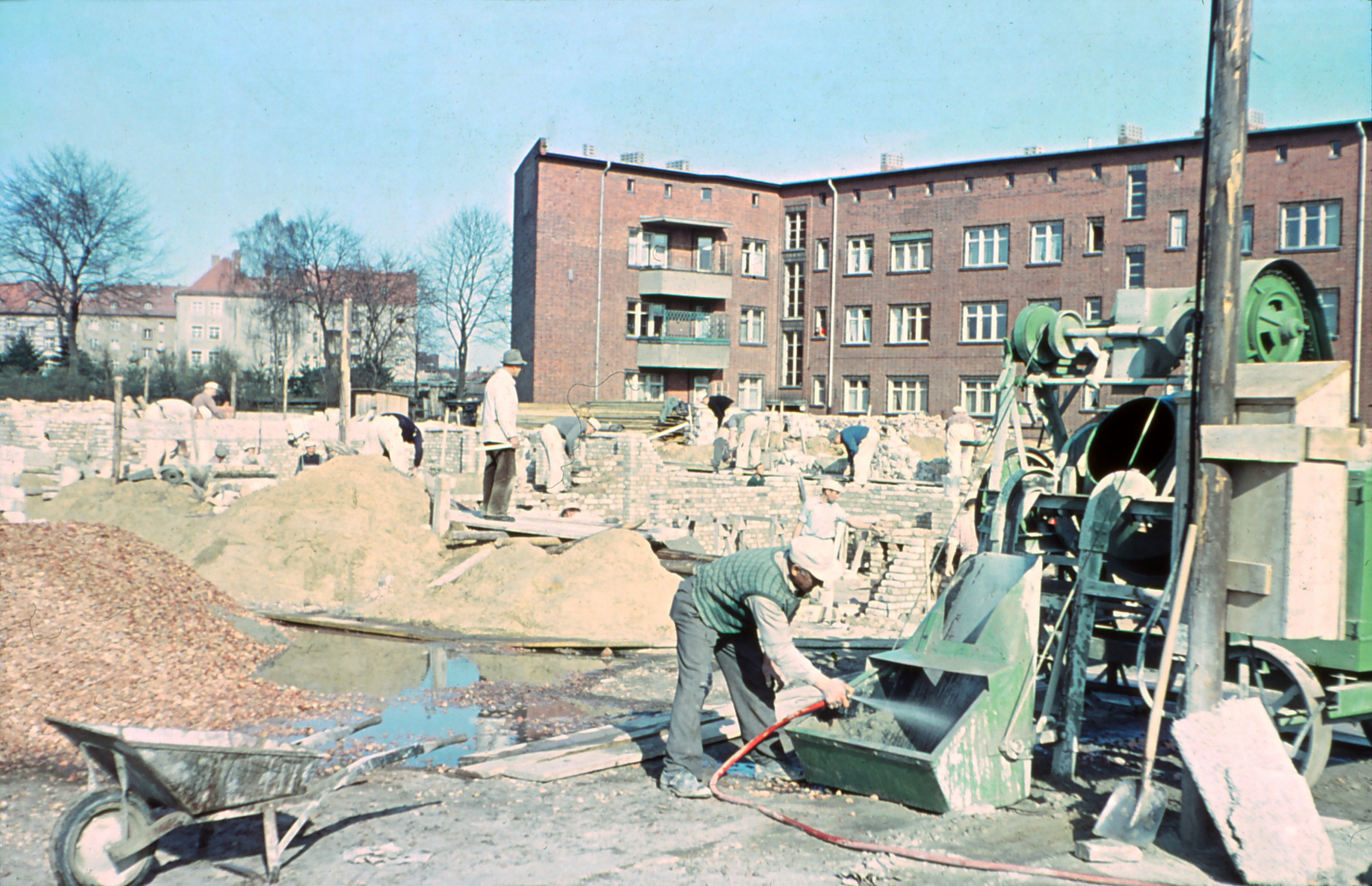
Neubau Bristolstraße, 1954
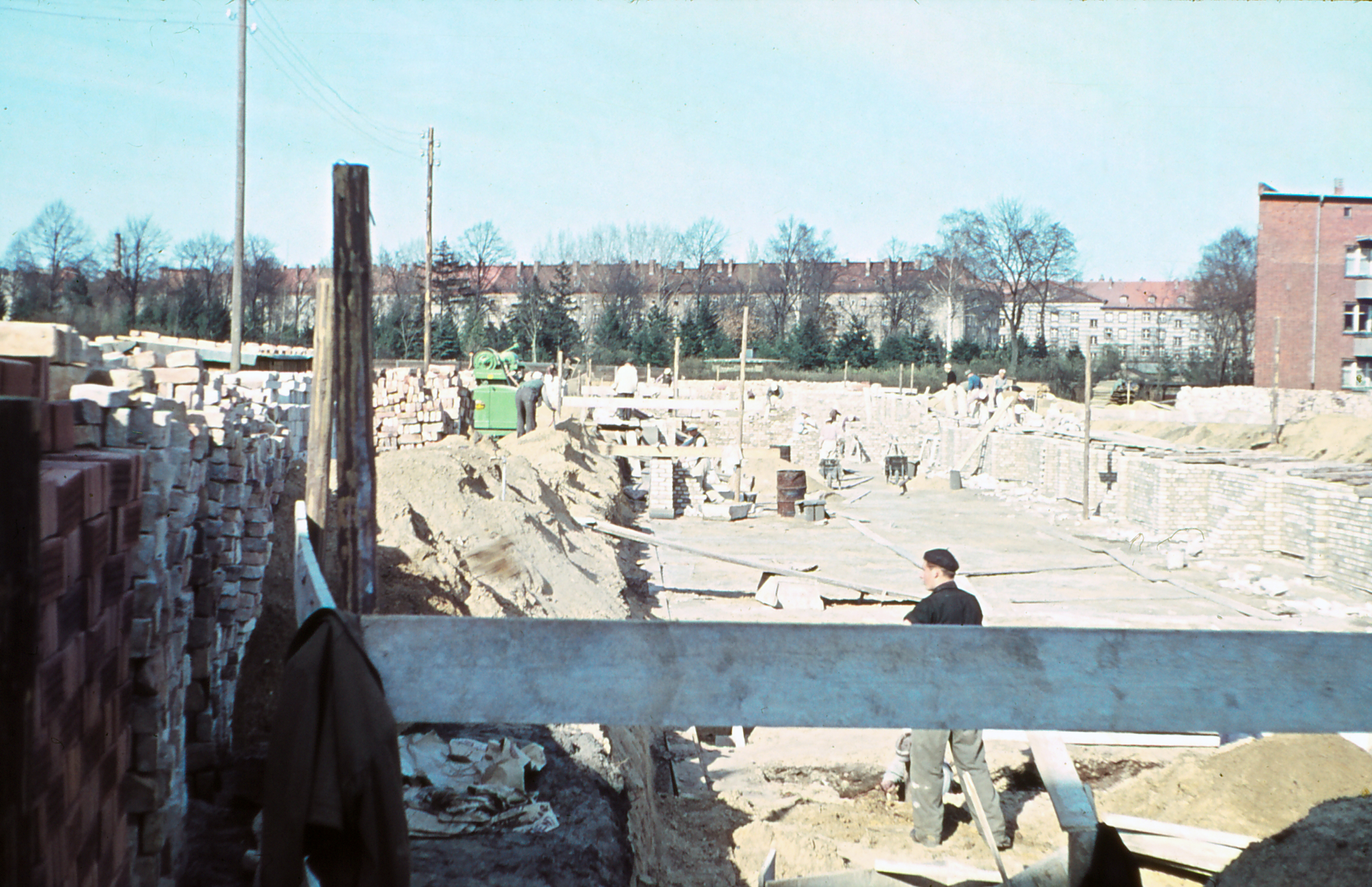
Baustelle Bristolstraße, 1954
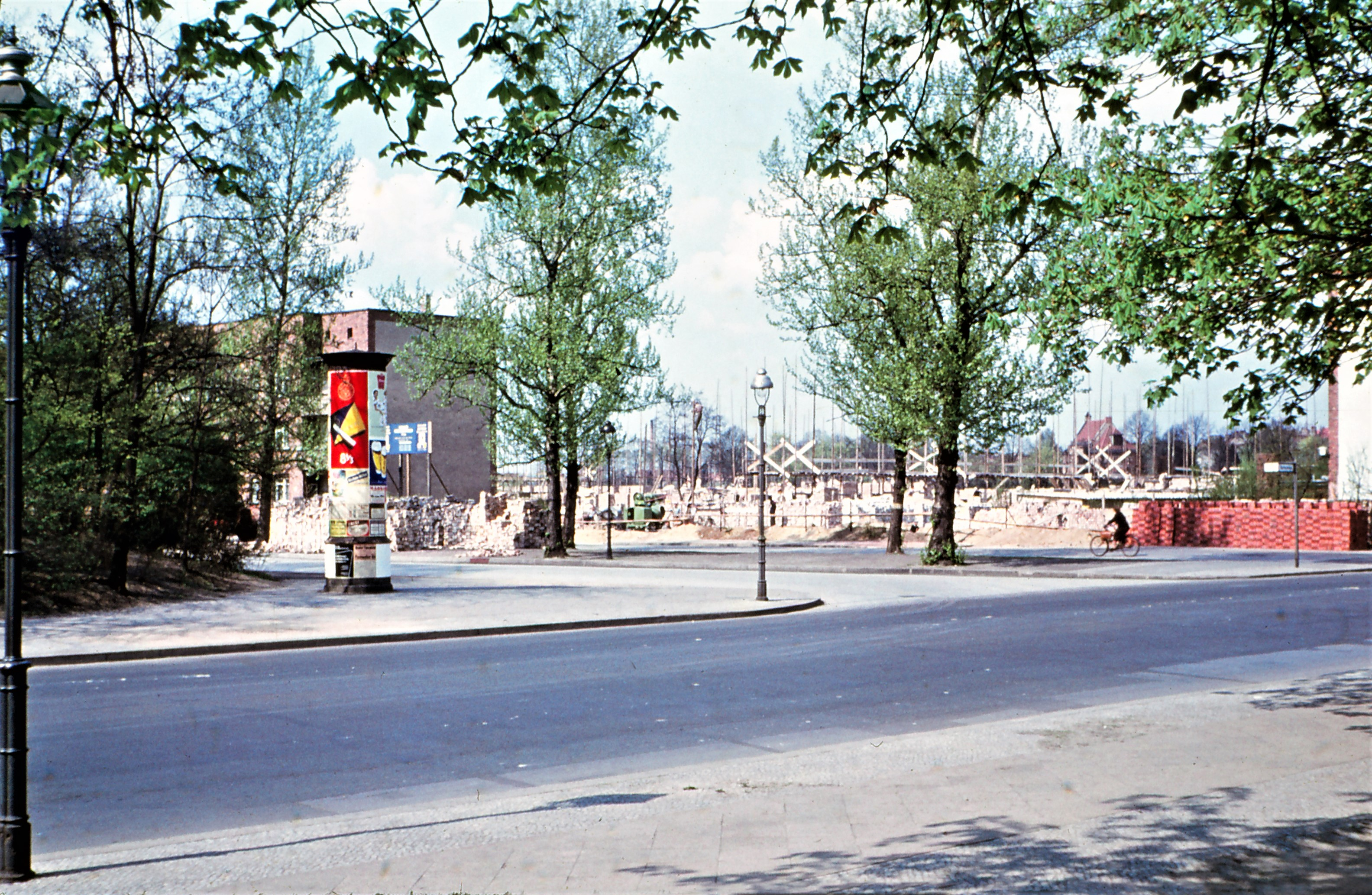
Barfus- / Ecke Bristolstraße, 1954